# ターニャ (小惑星)
ターニャ (2127 Tanya) は、小惑星帯に位置する小惑星のひとつ。リュドミーラ・チェルヌイフがクリミア天体物理天文台で発見した。

## 名称
第二次世界大戦のレニングラード包囲戦の中で犠牲となった少女、ターニャ・サヴィチェワを偲んで命名された。当時12歳のターニャは、肉親たち一人一人の死を日記に記して遺した。